# 舊烏克蘭卡
47°40′7″N 36°8′42″E / 47.66861°N 36.14500°E
舊烏克蘭卡（烏克蘭語：Староукраїнка）是位於烏克蘭東南部的村莊，由扎波羅熱州波洛希區的胡利亚伊波莱市镇負責管轄。該村始建於1924年，面積0.53平方公里，海拔高度146米，2001年人口128，人口密度每平方公里241.5人。